# ميل ستيوارت (مخرج)
ميل ستيوارت (بالإنجليزية: Mel Stuart)‏ هو منتج أفلام ومخرج أمريكي، ولد في 2 سبتمبر 1928 في نيويورك في الولايات المتحدة، وتوفي في 9 أغسطس 2012 في بيفرلي هيلز في الولايات المتحدة بسبب سرطان.

## وصلات خارجية
- ميل ستيوارت على موقع IMDb (الإنجليزية)
- ميل ستيوارت على موقع ألو سيني (الفرنسية)
- ميل ستيوارت على موقع تيرنر كلاسيك موفيز (الإنجليزية)
- ميل ستيوارت على موقع أول موفي (الإنجليزية)
- ميل ستيوارت على موقع قاعدة بيانات الأفلام السويدية (السويدية)
- ميل ستيوارت على موقع إن إن دي بي (الإنجليزية)
- ميل ستيوارت على موقع قاعدة بيانات الفيلم (الإنجليزية)
- ميل ستيوارت على موقع كينوبويسك (الروسية)